# Mot de l'année du langage jeune
Le mot de l'année du langage jeune (en allemand : Jugendwort des Jahres) est un mot allemand qui, depuis 2008, est élu tous les ans par un jury sous la direction de la maison d'édition Langenscheidt.

## Processus de sélection
Des propositions pour le mot de l'année du langage jeune peuvent être déposées en ligne. Elles sont ensuite sélectionnées par un procédé en plusieurs étapes. Finalement, un jury vote pour élire le mot de l'année du langage jeune en tenant compte de critères de sélection comme « la créativité linguistique », « l'originalité », « le degré de diffusion » ainsi que « les événements sociaux et culturels ».

## Principe et critiques
L'élection du mot de l'année du langage jeune veut témoigner du développement du langage jeune. La Société pour la langue allemande trouve que cette élection est une bonne idée. Cependant, le directeur du conseil linguistique de cette société, Lutz Kuntzsch, déclare :
« Il s'agit d'un jeu de langage. Je n'en déduirais pas que la jeunesse parle de cette façon en réalité ».
La maison d'édition Langenscheidt utilise cette élection pour faire de la publicité pour son dictionnaire annuel « 100 Prozent Jugendsprache » (« 100 pour cent langage jeune »).

### Critique générale
On reproche à cette initiative d'avoir été créée à des fins publicitaires et commerciales par l'éditeur Langenscheidt. En outre, on met en doute le fait que les jeunes parlent vraiment comme cela, d'autant plus que le jury est constitué de jeunes mais aussi d'internautes de tous les âges. Le langage jeune a ses propres règles qui changent continuellement. C'est pourquoi il est difficile d'en rendre compte et de le décrire.

### 2009
Le verbe « hartzen » (néologisme issu de l'expression « Hartz IV » désignant les allocations chômage en Allemagne) a été critiqué car il insinue que les chômeurs sont paresseux et vivent aux crochets de l'État.

### 2015
Le terme « Alpha-Kevin », un synonyme pour le plus bête des gros bêtas, a été retiré de l'élection parce que l'on n'a pas voulu discriminer les personnes réelles qui portent le nom de Kevin.
L'existence réelle du mot du langage jeune « Smombie » (une combinaison des mots « Smartphone » et « Zombie ») a été mise en doute par des journalistes, car il n'avait pas été vu en ligne avant la nomination pour le mot de l'année du langage jeune.
On a soupçonné que le mot pourrait avoir été inventé par la maison d'édition Langenscheidt.

### 2024
- Aura
- Le terme de Talahon, issu de l'arabe, arrive en deuxième place[9].